# Roxana Pinto
Roxana Pinto López (San José, Costa Rica, 1943) es una poeta, novelista y ensayista costarricense.

## Biografía
Nació en San José, Costa Rica. Cuando tenía trece años falleció su padre. Se trasladó entonces a vivir a París, donde su tío paterno era embajador. Allí conoció la obra de escritores como Hugo, Duras, Yourcenar y Proust, entre otros, que fomentaron su pasión por la literatura. París era por entonces un gran escenario de renovación artística y de reivindicaciones sociales, como las lideradas por Simone de Beauvoir o por Michel Foucault. Era también la época de la Nouvelle vague, la nueva ola de cineastas franceses como Truffaut y Jean-Luc Godard y el grupo de los situacionistas. Las experiencias vividas por Roxana Pinto en París no impiden que su escritura permanezca enraizada en la idiosincrasia y en el contexto histórico y geográfico de su país de origen.
Estudió Psicología y Literatura latinoamericana en la universidad de Costa Rica. Estudió también Relaciones Internacionales y Diplomacia en esa misma universidad. Tras termina esa última maestría recibe una beca para complementar sus estudios en el ENA (École d´Administration Publique, París, Francia).
En el 2005 fue nombrada Embajadora de Costa Rica en Francia y delegada ante la Oficina Internacional de Exposiciones. Temporalmente se desempeñó como embajadora ante la UNESCO.
Es una miembro fundadora de la Asociación Costarricense de Mujeres Escritoras (ACE).

## Vida personal
Roxana Pinto es casada y madre de cuatro hijos. Actualmente vive en Costa Rica. Tiene un libro de poesía por publicar y escribe otra novela. Su obra literaria ha sido presentada en festivales, simposios y salones internacionales del libro en ciudades como San José, Otawa, Buenos Aires, París, Calcuta, Bogotá, Managua y Granada en Nicaragua.

## Libros publicados
- Ida y vuelta.[3] (novela). Uruk, San José, C.R. 2016.
- Donde ellas.[4] (Novela). Perro Azul, San José, CR, 2004.
- Frida Khalo: una experiencia de límites.[5] (Ensayo) Editorial Plaza y Valdés, México, y Editorial Universidad de Costa Rica, 2001.
- Noticia de silencio.[6] (Poesía). Editorial Universidad Nacional, San José, CR. 1996. El libro mereció el primer premio de poesía del Certamen UNA Palabra de la Universidad Nacional.

## Reconocimientos
- Noticia de silencio mereció el primer premio de poesía del Certamen UNA Palabra de la Universidad Nacional.[7][1]
- En el 2010 el Ministerio de Relaciones Exteriores de Costa Rica le otorga una Mención Honorífica, en reconocimiento a la labor  desempeñada como Embajadora de Costa Rica en Francia.
- Su poema En Alas de la Paz resulta merecedror del Premio Especial del Jurado del IV CERTAMEN INTERNACIONAL NUEVAS VOCES PARA LA PAZ, 2016. Seattle, Washington.
- Fue invitada en representación de Costa Rica, durante la Feria Internacional del Libro de Calcuta, India, en enero del 2017.[8][9]